# Џефри Епстин
Џефри Едвард Епстин (енгл. Jeffrey Edward Epstein; Њујорк, 20. јануар 1953 - 10. август 2019) био је амерички финансијер и сексуални преступник. Свој професионални живот започео је предавајући у Далтонској школи, иако није имао факултетску диплому. Наредни запослење било је у банкарском и финансијском сектору, радећи у Bear Stearns-у на различитим позицијама, прије него што је основао сопствену фирму. Епстин је развио елитни друштвени круг и подводио много жена и дјеце које су његови сарадници и он сексуално злостављали.
Полиција Палм Бича на Флориди је 2005. започела истрагу Епстина након што је једна мајка пријавила да је сексуално злостављао њену четрнаестогодишњу ћерку. Федерални службеници су идентификовали 36 дјевојака, од којих су неке имале и четрнаест година, које је Епстин наводно сексуално злостављао. Епстин је признао кривицу и државни суд Флориде га је осудио 2008. за подвођење дијетета ради проституције и за навођење на проституцију. Осуђен је з само за ова два кривична дјела у оквиру контроверзног споразума о признању кривице и одслужио је скоро тринаест мјесеци у притвору, али уз опсежну радну слободу.
Епстин је поново ухапшен 6. јула 2019. по федералној оптужници за трговину сексом малољетника у Флориди и Њујорку. Умро је у затворској ћелији 10. августа 2019. године. Медицински вјештак је његову смрт означио као самоубиство вјешањем. Епстинови адвокати су оспорили пресуду, а у јавности је постојао значајан скептицизам о правом узроку његове смрти, што је резултирало бројним теоријама завјере. Пошто је Епстинова смрт искључила могућност подизања кривичне пријаве против њега, судија је 29. августа 2019. одбацио све кривичне пријаве. Епстин је деценијама био повезан са Гилејн Максвел, што је довело до њеног осуђивања 2021. по америчким федералним оптужбама за трговину сексом и завјеру јер му је помогла да подводи дјевојке, укључујући четрнаестогодишњакињу, ради сексуалног злостављања дјеце и дјечје проституције.